# Strade Bianche femminile 2019
La Strade Bianche femminile 2019, quinta edizione della corsa, valevole come prima prova dell'UCI Women's World Tour 2019 categoria 1.WWT, si svolse il 9 marzo 2019 su un percorso di 136 km, con partenza e arrivo a Siena, in Italia. La vittoria fu appannaggio dell'olandese Annemiek van Vleuten, la quale completò il percorso in 3h48'49", alla media di 35,622 km/h, precedendo la danese Annika Langvad e la polacca Katarzyna Niewiadoma.
Sul traguardo di Siena 60 cicliste, su 124 partite dalla medesima località, portarono a termine la competizione.

## Squadre e corridori partecipanti
| N.      | Cod. | Squadra                         |
| ------- | ---- | ------------------------------- |
| 1-6     | DLT  | Boels-Dolmans Cycling Team      |
| 11-16   | ALE  | ALÉ-Cipollini                   |
| 21-26   | VAI  | Aromitalia-Basso Bikes-Vaiano   |
| 31-36   | BPK  | BePink                          |
| 41-46   | BIG  | Bigla                           |
| 51-56   | BTC  | BTC City Ljubljana              |
| 61-66   | CSR  | Canyon-SRAM Racing              |
| 71-76   | CCC  | CCC-Liv                         |
| 82-86   | SBT  | Eurotarget-Bianchi-Vittoria     |
| 91-96   | FDJ  | FDJ Nouv. Aquitaine Futuroscope |
| 101-106 | LSL  | Lotto Soudal Ladies             |

| N.      | Cod. | Squadra                       |
| ------- | ---- | ----------------------------- |
| 111-115 | MTS  | Mitchelton-Scott              |
| 121-126 | MOV  | Movistar Team Women           |
| 131-136 | SER  | Servetto-Piumate-Beltrami TSA |
| 141-146 | SUN  | Team Sunweb                   |
| 151-156 | TIB  | Team Tibco-SVB                |
| 161-166 | TVC  | Team Virtu Cycling            |
| 171-176 | TOP  | Top Girls Fassa Bortolo       |
| 181-186 | TFS  | Trek-Segafredo                |
| 191-196 | VAL  | Valcar Cylance Cycling        |
| 201-206 | TFS  | Trek-Segafredo                |
| 211-216 | WNT  | WNT-Rotor Pro Cycling Team    |

## Ordine d'arrivo (Top 10)
| Pos. | Corridore             | Squadra    | Tempo    |
| ---- | --------------------- | ---------- | -------- |
| 1    | Annem. van Vleuten    | Mitchelton | 3h48'49" |
| 2    | Annika Langvad        | Boels      | a 37"    |
| 3    | Katarzyna Niewiadoma  | Canyon     | a 40"    |
| 4    | Marta Bastianelli     | Team Virtu | a 44"    |
| 5    | Cecilie Uttrup Ludwig | Bigla      | s.t.     |
| 6    | Ashleigh Moolman      | CCC        | a 51"    |
| 7    | Marianne Vos          | CCC        | a 52"    |
| 8    | Janneke Ensing        | Sunweb     | a 54"    |
| 9    | Anna van d. Breggen   | Boels      | a 1'28"  |
| 10   | Chantal Blaak         | Boels      | a 1'50"  |